# Impero Pala
L'Impero Pala fu una dinastia che controllò il subcontinente indiano settentrionale ed orientale, principalmente le regioni di Bihar e Bengala, dal VIII al XII secolo d.C. Il nome Pala (moderno Bengali পাল pal) significa "protettore" ed è stato utilizzato alla fine di tutti i nomi dei monarchi Pala. Con una superficie di 4,3 milioni di kmq nell'850 fu il più vasto impero del suo tempo.

## Storia
A metà dell'VIII secolo la struttura di potere dell'India settentrionale era instabile (interventi di Lalitaditya del Kashmir e dei tibetani, tra gli altri); era l'epoca del "diritto del pesce" (matsyanyaya). Così, intorno all'anno 750, il popolo del Bengala elesse come re il buddista Gopala (750-775 circa), un forestiero senza chiare origini che non apparteneva né alla casta dei bramini né alla nobiltà ereditaria.
I re più potenti del periodo successivo furono il figlio di Gopala, Dharmapala (775-810 circa) e suo figlio Devapala (810-850 circa), entrambi buddisti, che unificarono il Bengala e fecero della dinastia Pala una delle più importanti famiglie regnanti dell'India del IX secolo. Gli avversari politici stranieri dei Pala erano i Pratihara. Dharmapala tentò di insediare un re vassallo di nome Chakrayuda a Kannauj, ma fu sconfitto dai Pratihara nell'807 e dovette abbandonare le sue ambizioni. Anche il figlio Devapala cercò di espandere il proprio territorio.
La successione del re Devapala si rivelò un problema: diversi pretendenti al trono sorsero contemporaneamente e si arrivò al regno di Vigrahapala (ca. 850-854), che si ritirò presto in un monastero, lasciando il trono all'infante Narayanapala (r. c. 854-908). Sotto Narayanapala, la cattiva gestione portò al declino della dinastia Pala, le cui posizioni furono ora assunte dai Pratihara. Sotto Rajayapala (r. 908-932), essi detennero solo alcuni distretti intorno a Patna, mentre i loro vassalli (fra cui Kamboja) divennero praticamente indipendenti.
Una breve ripresa del regno sotto Mahipala I (992-1040 circa) si concluse intorno al 1022/23 in una guerra persa con il potente regno indiano meridionale dei Chola. I successori di Mahipala erano allora già vassalli del conquistatore kalachuri Karna (1041-1072 circa, che cercava di impadronirsi dell'eredità di Pratihara) e minacciati da nemici (ad esempio, il Chalukya Vikramaditya IV) e ribellioni. Negli anni Ottanta, il re Ramapala (ca. 1082-1124) restaurò l'impero Pala, ma la sua autorità sui vassalli rimase vacillante.
Al più tardi dopo la morte di Ramapala, l'ascesa della dinastia Sena avvenne in Bengala sotto il suo re Vijayasena (ca. 1097-1159), che scacciò i Pala dal paese, mentre a Monghyr (= Munger, Bihar) il sovrano Gahadavala Govindachandra (ca. 1114-1155) è menzionato intorno al 1146. Il successore di Vijayasena, Ballalasena (1159-1185 circa), distrusse definitivamente i Pala nel Bihar intorno al 1161.

## Religione e cultura
Nella terra della dinastia Pala prosperarono il buddismo e i culti tantrici indigeni della dea madre. Di conseguenza, le norme del casteismo furono attuate in modo limitato tra la popolazione del Bengala per molto tempo. Trattare con emarginati e prostitute era in parte considerato salutare e necessario. Il buddismo (nella forma Vajrajana) persistette in Bengala molto tempo dopo essere stato soppiantato dall'induismo nel resto dell'India e da lì si diffuse in Tibet (con il riformatore Atisha all'inizio dell'XI secolo), in Birmania e in Indonesia. Allo stesso tempo, anche la scultura e la pittura sono state tramandate. Le università più importanti dell'epoca erano Nalanda, Vikramashila (fondata dal re Dharmapala) e Ottantapuri. Solo alla fine dei Pala - pur rimanendo invariata l'attenzione per la coesistenza di buddismo e induismo - l'induismo acquistò maggiore influenza.
I Pala non hanno lasciato monumenti spettacolari, ma le rovine di Nalanda e Vikramashila, così come l'abbondanza di sculture in pietra buddiste e indù, testimoniano l'abilità dei costruttori e degli scalpellini dell'epoca.

## Economia
Nonostante le grandi distanze, esistevano importanti relazioni commerciali con l'isola di Giava e con altre regioni del Sud-Est asiatico. Grazie al commercio marittimo reciprocamente vantaggioso che il Bengala condusse con il mondo arabo durante il periodo Pala, la dinastia fu citata anche dai cronisti arabi.

## Regnanti principali
- Gopala (750-770)
- Dharmapala (770-810)
- Devapala (810-850)
- Shurapala/Mahendrapala (850 - 854)
- Vigrahapala (854 - 855)
- Narayanapala (855 - 908)
- Rajyapala (908 - 940)
- Gopala II (940-960)
- Vigrahapala II (960 - 988)
- Mahipala (988 - 1038)
- Nayapala (1038 - 1055)
- Vigrahapala III (1055 - 1070)
- Mahipala II (1070 - 1075)
- Shurapala II (1075 - 1077)
- Ramapala (1077 - 1130)
- Kumarapala (1130 - 1140)
- Gopala III (1140 - 1144)
- Madanapala (1144 - 1162)
- Govindapala (1162 - 1174)